# Radbruch
Radbruch település Németországban, azon belül Alsó-Szászország tartományban. Lakosainak száma 2283 fő (2023. december 31.).

## Népesség
A település népességének változása:
| Lakosok száma | 2056 | 2156 | 2208 | 2245 | 2262 | 2283 |
|               | 2016 | 2017 | 2019 | 2021 | 2022 | 2023 |